# Миноносцы типа S-7
Миноносцы типа S-7 — тип миноносцев, состоявший на вооружении Военно-морского флота Германии в последней четверти XIX века. Всего было построено 17 миноносцев этого типа (все по программе 1885 года).

## Энергетическая установка
На кораблях типа в качестве ГЭУ была установлена трёхцилиндровая паровая машина (тройного расширения) мощностью 831 л. с., состоящая из 1 локомотивного котла с давлением 12 атмосфер. Максимальные запасы топлива на миноносцах типа составляли 17 тонн угля.

## Вооружение
Миноносцы вооружались 1х1 37-мм револьверными орудиями (в 1893 году заменены на 50-мм орудия). Торпедное вооружение эсминцев состояло из 3х1 350-мм торпедных аппаратов.